# Ciebłowice Duże
Ciebłowice Duże – wieś w Polsce położona w województwie łódzkim, w powiecie tomaszowskim, w gminie Tomaszów Mazowiecki.

## Położenie
Położona jest na południowym krańcu Spalskiego Parku Krajobrazowego. Od zachodu graniczy z dzielnicą Tomaszowa Mazowieckiego – Białobrzegami.
Wierni Kościoła rzymskokatolickiego należą do parafii św. Marcina w Tomaszowie Mazowieckim.

## Historia
- Pierwsza wzmianka historyczna pochodzi z 1389 r. Wieś należała do biskupów kujawskich rezydujących w Wolborzu. Zasiedlona była osadnikami z ziemi sieradzkiej[4].
- W 1534 r. występowało tu 18,5 łana użytkowanych przez 19 kmieci, 1 zagrodnik i młyn[4].
- W 1859 r. utworzono gminę Unewel, w skład której wchodziły Ciebłowice.
- W listopadzie 1941 r. utworzony tu został obóz pracy Służby Budowlanej (Baudienst). Przebywało w nim ok. 400 robotników przymusowych. „Junacy” pracowali przy budowie trasy kolejowej Tomaszów Mazowiecki – Radom. Obóz został zlikwidowany nocą 16 października 1943 przez partyzancki oddział porucznika Witolda Kucharskiego „Wichra”. Przymusowo skoszarowanych junaków rozpuszczono, podpalono baraki obozowe. Komendanta obozu Fishera rozstrzelano, gdyż był winien śmierci jednego z więźniów[5]. Podczas akcji zdobyto 6 karabinów, 2 pistolety, amunicję oraz wyposażenie obozu[6].
- W 1975 roku utworzono gminę Tomaszów Mazowiecki, do której wieś obecnie przynależy.
- W latach 1975–1998 miejscowość administracyjnie należała do województwa piotrkowskiego.
- 1993 – Odsłonięcie tablicy upamiętniającej wyzwolenie obozu pracy.
- 1994 – Rozpoczęcie budowy wodociągu.
- 1996 – Oddanie do użytku wodociągu.
- 1998 – Rozpoczęcie budowy systemu kanalizacyjnego.

## Ciekawe miejsca
- Krzyż i Kopiec Wolności im. Tadeusza Kościuszki. Kopiec został usypany rękami dzieci szkolnych z Ciebłowic na pamiątkę wypędzenia nieprzyjaciół z Polski w roku 1920. Inicjator budowy pamiątki – A. Kolędowska
- Pomnik i krzyż na cześć bohaterów Armii Krajowej, którzy polegli w kraju i za granicą. Pomnik ufundowany był przez Gwardię Ludową
- Kapliczka, na której widnieje napis „Od powietrza, głodu i ognia wybaw nas, Panie”. Przy kapliczce tablica upamiętniająca wyzwolenie hitlerowskiego obozu pracy.
- Na terenie wsi znajduje się zespół stanowisk archeologicznych z okresu wpływów rzymskich.
- Torfowisko „Kaczeniec”
- Bagno „Smug” – pozostałość po wydobyciu żwiru pod nasyp kolejowy, obecnie miejsce bytowania żurawi.
- Przez wieś przebiega „Carski Trakt” – droga, którą przemierzał ze stacji kolejowej Jeleń car udający się na polowania do Spały

## Znane postaci
- Błażej Stolarski
- Karolina Bosiek

## Instytucje
- Publiczne Przedszkole – podmiot prowadzący: Gmina Tomaszów Maz.
- Dom Ludowy – pełni funkcję ośrodka kultury

## Kultura i działalność społeczna
- „Ciebłowianie” – zespół ludowy, prowadzony przez panią Katarzynę Małek
- O4D – zespół bluesowy
- Koło Gospodyń Wiejskich – działalność kulturowa i oświatowa

## Infrastruktura
- Ujęcie wody głębinowej wraz z wodociągiem
- System kanalizacyjny z przepompowniami ścieków
- Oczyszczalnia biologiczna (typ: Bioclere)
- Chodniki
- Przystanki z zatoczkami dla autobusów
- Kontenery do prowadzenia selektywnej zbiórki odpadów
- Linia kolejowa nr 22 Tomaszów Mazowiecki – Radom Główny.

## Komunikacja
Ciebłowice mają połączenie autobusowe:
- Linia 37 MZK w Tomaszowie Maz. Od Ciebłowic do Placu Kościuszki w Tomaszowie Mazowieckim.

Połączenia autobusowe historyczne:
- Linia 17 MZK w Tomaszowie Maz. – do Tomaszowa Mazowieckiego, dalej do Niebrowa – przebiegała inną trasą niż obecna linia 17.
- Linia 19 MZK w Tomaszowie Maz. – do Tomaszowa Mazowieckiego.
- Linia „Bus” firmy „WM Bus” – do Tomaszowa Mazowieckiego oraz przez Ciebłowice Małe do Spały

Do około 1968 roku istniał we wsi przystanek kolejowy: Ciebłowice Duże.